# Аристомен (флотоводец)
Аристомен (др.-греч. Ἀριστομένης) — флотоводец на службе у персов IV века до н. э.
Единственное упоминание Аристомена в античных источниках содержится у Квинта Курция Руфа. Античный историк писал, что Дарий III отправил Аристомена в Геллеспонт. По мнению И. Г. Дройзена, такой приказ Аристомен получил не от Дария III, а от командующих персидским флотом в Эгейском море Автофрадата и Фарнабаза после взятия Тенедоса, то есть в 333 году до н. э. Перед ним стояла крайне важная задача перерезать путь между Македонией и Малой Азией, тем самым перекрыв возможность подхода подкреплений к войску Александра Македонского. В ходе последовавшего морского сражения македоняне под командованием Гегелоха разгромили флот Аристомена. Все персидские корабли были либо потоплены, либо захвачены. Существует версия, что античный историк перепутал имена Аристомена и Автофрадата, однако она не нашла признания. Дальнейшая судьба Аристомена неизвестна.